# Quế Xuân 2
Quế Xuân 2 is een xã in het district Quế Sơn, een van de districten in de Vietnamese provincie Quảng Nam. Quế Xuân 2 heeft ruim 6000 inwoners op een oppervlakte van 15,08 km².

## Geografie en topografie
Quế Xuân 2 ligt in het noorden van Quế Sơn. In het westen grenst het aan de huyện Duy Xuyên. Quế Xuân 2 grenst hier aan Duy Trung. De aangrenzende xã's in Quế Sơn zijn Quế Xuân 1, Quế Phú, Quế Cường, Phú Thọ, Quế Thuận
en Quế Hiệp.

## Verkeer en vervoer
Een van de belangrijkste verkeersaders is de Quốc lộ 1A. Deze weg verbindt Lạng Sơn met Cà Mau. Deze weg is gebouwd in 1930 door de Franse kolonisator. De weg volgt voor een groot gedeelte de route van de AH1. Deze Aziatische weg is de langste Aziatische weg en gaat van Tokio in Japan via verschillende landen, waaronder de Volksrepubliek China en Vietnam, naar Turkije. De weg eindigt bij de grens met Bulgarije en gaat vervolgens verder als de Europese weg 80.
Ook de Spoorlijn Hanoi - Ho Chi Minhstad gaat door Quế Xuân 2. Quế Xuân 2 heeft geen spoorwegstation aan deze spoorlijn.